# وحيد إسماعيل
وحيد إسماعيل (مواليد 1 يوليو 1983) لاعب كرة قدم إماراتي يجيد اللعب في الدفاع.
بدأ مع الوصل أعاره الوصل إلى نادي الشباب في عام 2009 للمشاركة في كأس آسيا واللاعب وحيد إسماعيل احرز هدفان في مشواره الكروي في مبارتين مختلفتين، أول اهدافه كانت في مرمى فريق النصرحيث كانوا فريق الوصل في تعادل سلبي ضد فريق النصر فأحرز اللاعب وحيد إسماعيل أول اهدافه في المباراة وفي الدوري بهدف رأسي الناتجه عن طريق عرضيه اللاعب دوندا وخلص فريقه من التعادل السلبي، وايضا احرز هدفا في إحدى مباراته ضد فريق الإمارات ولعب بعد الوصل في نادي عجمان.

## روابط خارجية
- وحيد إسماعيل على موقع قاعدة بيانات كرة القدم.إي يو (الإنجليزية)
- وحيد إسماعيل على موقع Soccerway.com (الإنجليزية)